# Падение на Юпитер небесного тела (2009)

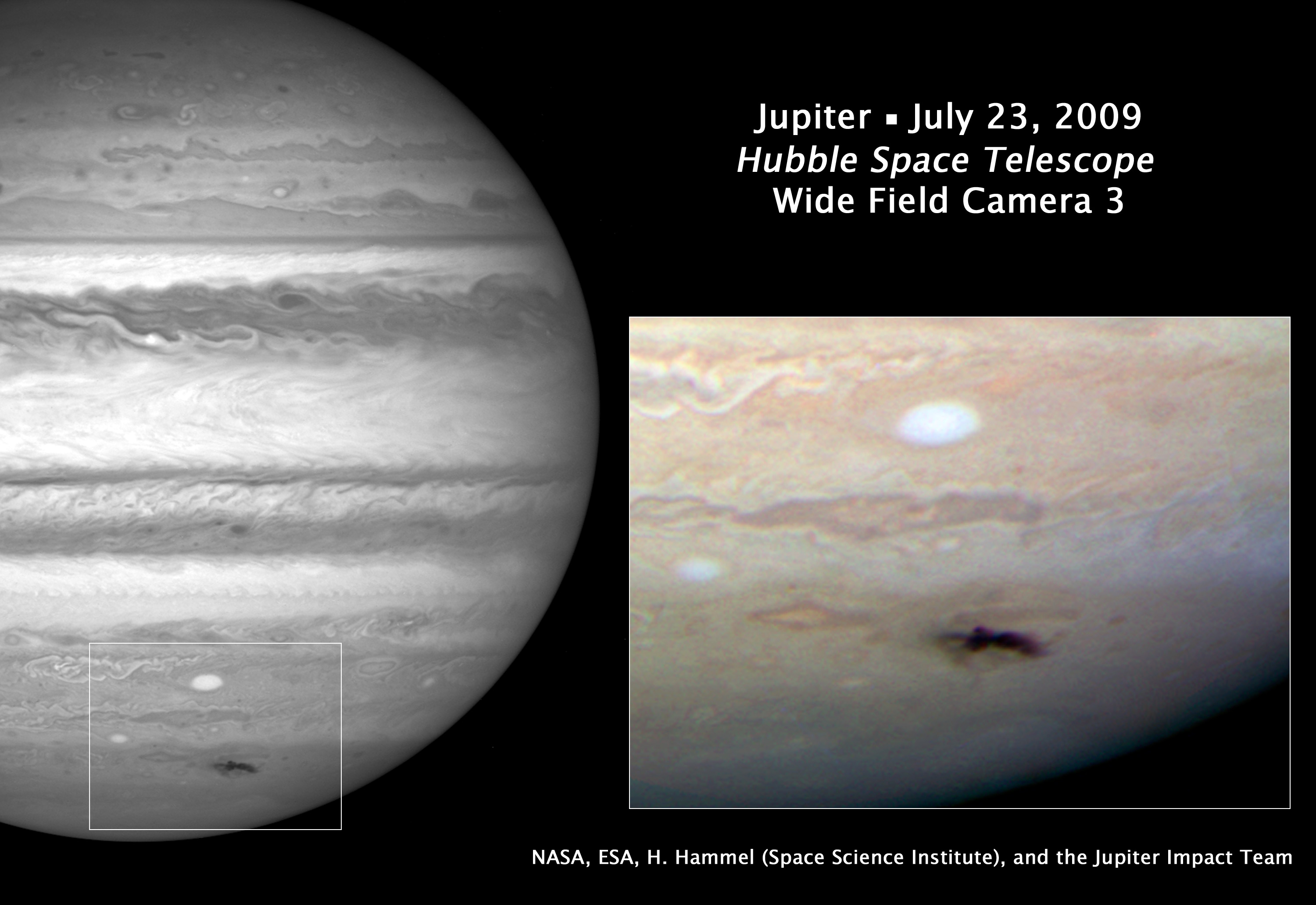
Тёмное пятно на поверхности Юпитера: предположительно след от падения кометы

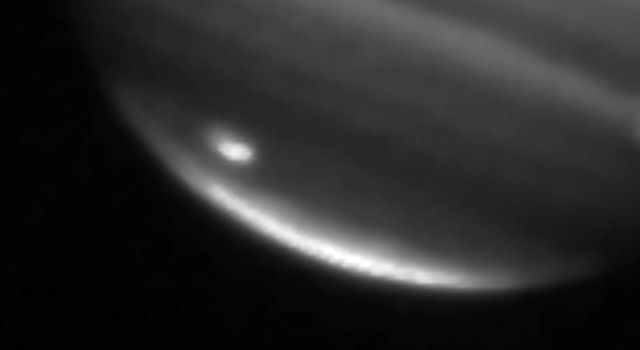
Следы столкновения, снятые инфракрасным телескопом IRTF

Столкновение Юпитера с небесным телом произошло в июле 2009 года. Оно привело к образованию чёрного пятна в атмосфере планеты, по размеру сравнимого с Тихим океаном. Это второй случай, когда стало возможным наблюдать последствия столкновения небесного тела с Юпитером: первым было падение кометы Шумейкеров — Леви в 1994 году.
Специалисты НАСА оценили диаметр упавшего тела в 200—500 метров, а выделившуюся при ударе энергию — в 5 миллиардов тонн тротилового эквивалента. По оценке НАСА, столкновение Земли с телами подобного размера происходит примерно 1 раз в 100 000 лет.

## Открытие
Австралийский астроном-любитель Энтони Уэсли обнаружил следы падения 19 июля 2009 года, приблизительно в 13:30 UTC. В своей домашней обсерватории он проводил наблюдения Юпитера с помощью 14,5-дюймового (368 мм) телескопа-рефлектора, подключённого к компьютеру. Обнаружив чёрное пятно на планете, он принял его за обычный полярный шторм, но впоследствии, когда улучшились условия наблюдения, он понял, что это явление скорее похоже на следы столкновения. Осознав это, Уэсли оповестил других астрономов, в том числе в Лаборатории реактивного движения в Пасадине.

## Изучение
Обсерватория Кека и инфракрасный телескоп НАСА IRTF подтвердили наличие пятна. В инфракрасном излучении пятно было ярким, это указывало, что столкновение нагрело область площадью 190 миллионов квадратных километров в атмосфере Юпитера около его южного полюса. Точные координаты — 305 W, 57 S. Учёные также заметили признаки повышенного содержания аммиака в месте удара, что говорит в пользу того, что упавшее тело было кометой. Планировалось, что изучение места падения будет продолжено разными астрономическими инструментами, в частности, обсерваторией Кека и новой камерой WFC3 телескопа «Хаббл».